# Nevis Peak
Nevis Peak är ett berg i Saint Kitts och Nevis. Det ligger på ön Nevis i den sydöstra delen av landet, 22 km sydost om huvudstaden Basseterre. Toppen på Nevis Peak är 985 meter över havet.